# لوان فييرا
لوان غيلهيرم دي جيسوس فييرا (البرتغالية: Luan Guilherme de Jesus Vieira)، (مواليد 27 مارس 1994)، المعروف بـ لوان. هو لاعب كرة قدم برازيلي. يلعب في مركز الوسط مع نادي غريميو البرازيلي.

## الإحصائيات
آخر تحديث 15 ديسمبر 2017.
| النادي    | الموسم   | الدوري            | الدوري | الدوري  | دوري الدولة | دوري الدولة | الكأس  | الكأس   | قاري   | قاري    | أخرى   | أخرى    | المجموع | المجموع |
| النادي    | الموسم   | الدرجة            | الظهور | الأهداف | الظهور      | الأهداف     | الظهور | الأهداف | الظهور | الأهداف | الظهور | الأهداف | الظهور  | الأهداف |
| --------- | -------- | ----------------- | ------ | ------- | ----------- | ----------- | ------ | ------- | ------ | ------- | ------ | ------- | ------- | ------- |
| تنابي     | 2012     | باوليستا الدرجة 2 | —      | —       | 9           | 2           | —      | —       | —      | —       | —      | —       | 9       | 2       |
| كاتندفينز | 2013     | باوليستا الثاني   | —      | —       | 1           | 0           | —      | —       | —      | —       | —      | —       | 1       | 0       |
| غريميو    | 2014     | الدوري البرازيلي  | 28     | 4       | 14          | 3           | 1      | 0       | 7      | 1       | —      | —       | 50      | 8       |
| غريميو    | 2015     | الدوري البرازيلي  | 33     | 10      | 15          | 4           | 8      | 3       | —      | —       | —      | —       | 55      | 17      |
| غريميو    | 2016     | الدوري البرازيلي  | 25     | 6       | 11          | 5           | 8      | 1       | 8      | 0       | 2      | 0       | 54      | 12      |
| غريميو    | 2017     | الدوري البرازيلي  | 20     | 6       | 12          | 3           | 6      | 1       | 12     | 8       | 1      | 0       | 51      | 18      |
| غريميو    | المجموع  | المجموع           | 106    | 26      | 52          | 15          | 23     | 5       | 27     | 9       | 3      | 0       | 210     | 55      |
| الإجمالي  | الإجمالي | الإجمالي          | 106    | 26      | 62          | 17          | 23     | 5       | 27     | 9       | 3      | 0       | 220     | 57      |

ملاحظات:
1. 1 2 3  جميع المباريات في كأس ليبرتادوريس
2. ↑  جميع المباريات في الدوري الاول
3. ↑  جميع المباريات في كأس العالم للأندية

## الإنجازات

### الجماعية

#### النادي
غريميو
- كأس البرازيل (1): 2016
- كأس ليبرتادوريس (1): 2017

#### المنتخب
البرازيل تحت 23 سنة
- الميدالية الذهبية الأولمبية (1): 2016

 البرازيل تحت 20 سنة
- دورة تولون الدولية (1): 2014

### الفردية
- بطولة غاوتشو تشكيلة البطولة (1): 2014
- بطولة غاوتشو أفضل لاعب واعد (1): 2014
- الدوري البرازيلي تشكيلة السنة (1): 2015[4]
- الكرة الفضية (1): 2015، 2017
- كأس ليبرتادوريس أفضل لاعب (1): 2017
- جائزة أفضل لاعب في أمريكا الجنوبية (1): 2017

## وصلات خارجية
- الملف الشخصي للاعب لوان على الموقع الرسمي لنادي غريميو (بالبرتغالية)
- لوان على موقع thefinalball.com265823
- لوان فييرا على موقع الاتحاد الدولي (مؤرشف)  (الإنجليزية)
- لوان فييرا على موقع قاعدة بيانات كرة القدم.إي يو (الإنجليزية)
- لوان فييرا على موقع ليكيب (الفرنسية)
- لوان فييرا على موقع ناشيونال فوتبول تيمز (الإنجليزية)
- لوان فييرا على موقع Soccerway.com (الإنجليزية)
- لوان فييرا على موقع عالم كرة القدم.نت (الإنجليزية)
- لوان فييرا على موقع اللجنة الأولمبية الدولية (الإنجليزية)
- لوان فييرا على موقع أوليمبيديا (الإنجليزية)
- لوان فييرا على موقع اللجنة الأولمبية البرازيلية (البرتغالية)